# Félix Rodríguez de la Fuente

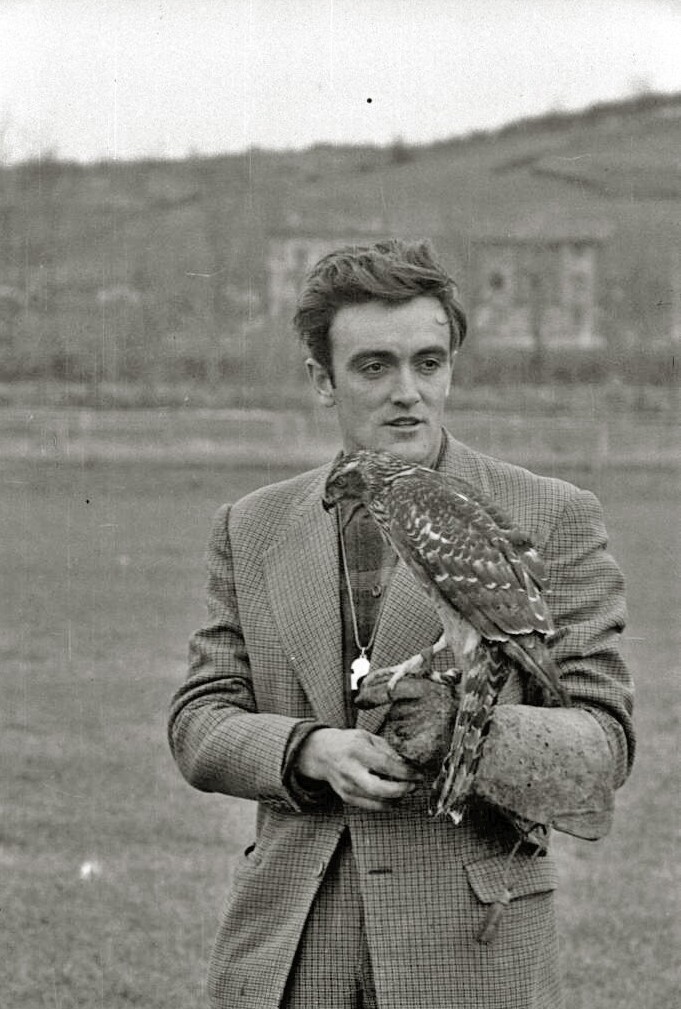
Félix Samuel Rodríguez de la Fuente (1955)

Félix Samuel Rodríguez de la Fuente (* 14. März 1928 in Poza de la Sal, Burgos; † 14. März 1980 in Shaktoolik Alaska) war ein spanischer Naturalist und Umweltpublizist, Naturschützer, Regisseur von Dokumentarfilmen für das Fernsehen und Feature für den Hörfunk, darunter die erfolgreiche und einflussreiche Serie Der Mensch und die Erde (1974–1980).

## Biografie
Félix Rodríguez de la Fuente wurde am 14. März 1928 in Poza de la Sal (Burgos), Calle Mayor 18 geboren, als Sohn von Samuel Rodríguez und Marcelina de la Fuente Ibáñez, und hatte eine jüngere Schwester namens Mercedes. Sein Vater arbeitete als Notar; da Sohn Félix das Lesen und die spanische Sprache sehr liebte, herrschte im Hause eine intellektuelle Atmosphäre. Aufgrund des Bürgerkriegs (1936 bis 1939) und auch da er nicht mit einer zu frühen Einschulung einverstanden war, nahm der Vater selbst die Erziehung seiner Kinder zu Hause in die Hand. Das führte dazu, dass Félix bis zu seinem 10. Lebensjahr ständig Streifzüge in die Natur unternahm, eine jungfräuliche und kaum vom Menschen berührte Natur, die sein Leben prägte. In diesem Umfeld verarbeitete Félix seine kindlichen Eindrücke, die sich auf sein Einfühlungsvermögen und seine Denkweise auswirken sollten, um seine künftigen Hypothesen und Vorschläge sowohl biologischer und anthropologischer als auch philosophischer Art zu erstellen, wie sie sich später auch in seinen populärwissenschaftlichen Werken widerspiegeln sollten.
Den Sommer verbrachte Félix für gewöhnlich in Santander, wo sein Vater seinen Beruf ausübte. Seine Liebe zur Natur machte Félix zu einem guten Kenner der Zoologie. Als er einmal bei einem Landausflug beobachtete, wie eine Ente von einem Falken ergriffen wurde, begann seine Leidenschaft für die Falknerei.
1938 begann Félix eine geregelte Ausbildung als Internatsschüler in der Schule „Sagrados Corazonistas“ in Vitoria. Diesen Lebensabschnitt verbrachte er als eine Zeit voller Sehnsucht nach seiner verlorenen Freiheit. 1957 machte er  seine Diplomprüfung in Stomatologie in Madrid und schloss sie mit einer besonderen Auszeichnung ab, dem Premio Extraordinario „Landete Aragó“, benannt nach dem Pionier auf diesem Spezialgebiet in Spanien. Zwei Jahre lang arbeitete er als Zahnarzt in der Klinik von Doktor Baldomero Sol aus Madrid, allerdings immer nur halbtags, um sich täglich der Falknerei widmen zu können. Jedoch nach dem Tod seines Vaters gab er 1960 seinen Beruf als Zahnarzt auf, um sich definitiv der Falknerei und der Herausgabe wissenschaftlicher Schriften zu widmen. 1961 arbeitete Félix als Berater in Sachen Falknerei bei dem in Spanien gedrehten Film „El Cid“ mit. Dank seiner zunehmenden zahlreichen internationalen Kontakte mit Wissenschaftlern aus ganz Europa, stellte er 1964 auf dem internationalen Kongress für den Greifvogelschutz in Caen (Frankreich) eine Studie über die Situation des Wanderfalken in Spanien vor. Er veröffentlichte sein erstes Buch „Die Kunst der Falknerei“.
1962 wurde Félix von der spanischen Regierung beauftragt, zwei Wanderfalken zu fangen und sie König Saúd aus Saudi-Arabien als Geschenk anzubieten. Also reiste Félix dorthin, um sie ihm zu überreichen. Im Oktober 1964 organisierte er das internationale Falknerfestival, das zum ersten Mal in Spanien, in Loranca de Tajuña (Guadalajara) veranstaltet wurde. Das Titelbild der Zeitung ABC in der Herbstausgabe vom 21. Oktober mit der Überschrift Der bedeutendste Falkner des Königreichs war ihm gewidmet. Auf dem Bild sieht man, wie Félix einen von ihm trainierten weiblichen Falken namens Durandal in die Luft wirft. Da Durandal einige Tage danach Siegerin des Wettbewerbs wurde, lud man Félix zu einer Sendung des spanischen Fernsehens ein, wo er anfing berühmt und vom Publikum bewundert zu werden. Félix betrat das Fernsehstudio mit einem Falken auf seiner behandschuhten Faust. Obwohl es nur um ein kurzes dreiminütiges Interview ging, um die Grundlagen der Falknerei zu erklären, bewies Félix seine ausführlichen und umfassenden Kenntnisse vor der Zuhörerschaft so leidenschaftlich und mit so einer geschliffenen Redegewandtheit, dass der beliebte Journalist Joaquín Soler Serrano später für ihn einen Sitz in der RAE (etwa: “Königliche Akademie der spanischen Sprache”) beantragte mit der Begründung, Félix sei  „der Spanier mit der besten Prosodie“ (Prosodie: Eigenschaften der Sprache wie Akzent, Intonation, Quantität und Sprech-Pausen). Wenige Tage später trafen tausende Briefe ein, in denen er um weitere Fernsehauftritte gebeten wurde. So fing er an, bei der Sendung Wochenende mitzuarbeiten, wo er alle zwei Wochen etwa fünf Minuten lang sprach über Jagd, Fischfang, Wandern und über Themen, die sich im Allgemeinen auf Tiere beziehen.
Seine Mitarbeit bei der oben genannten Sendung dauerte vier Jahre. 1966 fing im spanischen Fernsehen die Sendung Televisión Escolar (Schulfernsehen) an, bei der Félix beauftragt wurde, Unterricht in Zoologie zu erteilen; er wurde da als “Félix, der Tierfreund” vorgestellt und wurde so zu einer beliebten Persönlichkeit. Félix war der Erste, der über die Tier- und Pflanzenwelt sprach, und zwar wegen ihrer inneren Werte, unabhängig vom wirtschaftlichen Wert, der damals der einzige war, der zählte. Außerdem gelang es ihm in einer Zeit des industriellen Aufschwungs, mit einer arbeitenden Bevölkerung in Kontakt zu treten, die dabei war, vom Land in die Stadt zu ziehen, und die sich mit den Erfahrungen und Kenntnissen, die Félix ihr vermittelte, identifizieren konnte, da sie sie selbst auch erlebte bzw. erworben hatte.
Alle seine Vorträge hielt er aus mit meisterhafter Redekunst und mit viel Gespür für die Fernsehzeit, indem er sich mit improvisierten Live-Beiträgen stets auf die wenigen ihm zur Verfügung stehenden Minuten einstellte. Und immer schaffte er es, mit dem passenden Satz zu enden, um das Interesse des Zuschauers wach zu halten.
1967 fing er an, Artikel in der Zeitschrift “Blanco y Negro” – der Sonntagsausgabe der Tageszeitung ABC – zu schreiben, und zwar unter den Überschriften “Serie Ibérica” (1967) und “Serie Africana” (1968). Sie bewirkten eine beträchtliche Auflagenerhöhung der Zeitschrift. In dieser Zeit verfasste er auch vier begeisternde Artikelreihen in “La Actualidad Española” (etwa so: „Spanien aktuell“ oder „Spanien heute“), eine Zeitschrift, die mit den erwähnten Artikeln ebenfalls ihre Auflage erweiterte. Es war der Beginn seiner Reisen und Expeditionen. Seine Erfolge ermöglichten es ihm, sich einer seiner anderen Leidenschaften zu widmen: der Erforschung von Wölfen. 1965 erwarb Félix zwei junge Wölfe, die er vor einem grausamen Tod durch Verprügeln in einem Dorf in El Bierzo rettete (das Bierzo ist eine Landschaft in der Autonomen Gemeinschaft Kastilien-León im Nordwesten Spaniens). Er zog zusammen mit seiner Frau die zwei Wölfe auf, und es gelang ihm, sich in einen Alpha-Wolf zu verwandeln – einen Anführer –, etwas, was er später mit mehreren Rudeln wiederholen sollte in den Bergwäldern, die den Lauf des Flusses Dulce beim Dorf Pelegrina umgeben, in der Nähe von Sigüenza, Guadalajara.
So fing er an bekanntzumachen, was er als „die Wahrheit über den Wolf“ betrachtete, in einer Zeit, in der Wölfe verfolgte und gehetzte Tiere waren, weil sie für Feinde des Menschen gehalten wurden, insbesondere des Viehbestandes und des Jagdwildes. Seine Forschungen über dieses mythische Tier vertieften die Kenntnisse auf dem Gebiet der Verhaltensforschung dieser Spezies, die, genauso wie der Mensch, ein sozialer Jäger war, der zusammen mit dem Menschen während der letzten 100.000 Jahre der Altsteinzeit an der Spitze der Nahrungskette stand.
Diese Tatsache führte zu einem Pakt zwischen den beiden Raubtieren, der die Domestizierung des Wolfes vor 30.000 Jahren zur Folge hatte. So verwandelte er sich in den Haushund, was später zur Feindschaft zwischen dem Menschen und den wilden Caniden führte, als er die Pflanzenfresser domestizierte, um dann vor 10.000 Jahren in die Jungsteinzeit einzutreten. Die besondere Art von Félix, in die Vergangenheit und in die Zukunft zu blicken, sowie auch sein Widerstand dagegen, von der Gesellschaft seiner Zeit domestiziert zu werden, ist der Mittelpunkt seiner jüngsten Biografie, die an seinem dreißigsten Todestag vom Verlag La Esfera unter dem Titel „Félix Rodríguez de la Fuente, su vida, mensaje de futuro“ (etwa: „Félix Rodríguez de la Fuente, sein Leben, eine Botschaft für die Zukunft“) veröffentlicht wurde. Das Werk umfasst viele Dokumente dieses Publizisten der Naturwissenschaften und „Antreibers zum Erwachen des Gewissens“. Es sind Dokumente, die solche anregenden Ideen aufgreifen und vertiefen.
1966 stellte er als Regisseur den Film Alas y garras (etwa: Flügel und Krallen) vor, dessen Drehbuchautor er ebenfalls war. Der Film erzielte mehrere Preise, wie den Bogenschützen aus Bronze beim Filmfestival in Gijón (Asturien). 1968 bekam er eine bessere Gelegenheit, seine Botschaft „Lebe im Einklang mit der Natur“ zu verbreiten, als die Fernsehdirektoren ihn beauftragten, die Verantwortung für die Leitung eines eigenen Programms, Fauna, zu übernehmen. Dank seiner Kenntnisse auf dem Gebiet der Falknerei erhielt er im selben Jahr den Auftrag, ein beispielloses Projekt durchzuführen: mit dem Einsatz von Greifvögeln potenziell gefährliche Vögel in Flughäfen unter Kontrolle zu halten. Der Erfolg der Fernsehsendung Fauna hinderte die spanischen Fernsehdirektoren nicht daran, einseitig und ohne Rücksprache mit dem Autor den Programmnamen in Animalia (1970) zu ändern, da der Titel mit dem einer gleichnamigen Enzyklopädie übereinstimmte, die gerade in Salvat veröffentlicht wurde. Einige Folgen später erreichte Félix, den Namen der Sendung in Wildlife (1970) umzuändern. Obwohl er sich besonders für die Erziehung von Kindern interessierte, gelang es ihm, alle Zuschauer zu erreichen.
Zwischen 1970 und 1974 produzierte er die erste seiner großen Serien, “Planeta azul” (“Der blaue Planet”), die ihn weltweit bekannt machte, insbesondere in den spanischsprachigen Ländern. Im Dezember 1973 begann er die Mitarbeit bei einem Radiosender mit dem Programm La aventura de la vida (etwa: Das Abenteuer des Lebens), das wöchentlich jeden Donnerstag während der folgenden sieben Jahre übertragen und so auf mehr als 350 Sendungen kam. Für das Radio arbeitete er zusammen mit “Planeta agua y Objetivo: salvar la naturaleza” (etwa: “Der Wasserplanet und das Ziel: die Natur retten”). Parallel dazu widmete er in diesen Jahren seine Zeit verschiedenen wichtigen Naturschutzbewegungen, wie zum Beispiel der Rettung verschiedener Tierarten, die vom Aussterben bedroht sind, insbesondere des Wolfs, der sich wahrscheinlich für sein Überleben auf der Iberischen Halbinsel bei ihm bedanken sollte. Im Gegensatz dazu ist er in den meisten Ländern von Westeuropa, sehr wohl so gut wie ausgestorben, aber Félix brachte es fertig, für den Wolf Respekt und Wertschätzung seitens der Gesellschaft zu schaffen, ähnlich wie er Jahre zuvor dasselbe für Greifvögel erreicht hatte, wenn auch auf Kosten einer Auseinandersetzung mit Schäfern und Jägern. Weitere Tiere, die von ihm geschützt wurden, waren der iberische Bär, der Luchs, der Steinadler und der Kaiseradler. Er arbeitete auch für den Schutz von verschiedenen Gebieten in ganz Spanien, wie z. B. die Dünen von El Saler, der Park von Doñana, der Nationalpark Tablas de Daimiel, der Berg El Pardo und die Laguna de Gallocanta, einer der größten Seen Spaniens in der Autonomen Region Aragonien.
Außerdem führte Félix während des ganzen Jahrzehnts verschiedene Verlagsprojekte durch, wie die Koordinierungsarbeiten zur Veröffentlichung der Enzyklopädie Salvat de la Fauna (1970–1973). Sein Team bestand aus jungen Biologen, darunter Miguel Delibes de Castro, Javier Castroviejo, Cosme Morillo und Carlos Vallecillo. Die Enzyklopädie stellte eine echte Herausforderung dar, denn drei Jahre lang wurde wöchentlich ein 24-seitiges Heft herausgegeben, von dem sich allein in Spanien 18 Millionen Exemplare verkauften. Später sollten sie in vierzehn Sprachen übersetzt und auf allen fünf Kontinenten veröffentlicht werden. Dabei mauserten sich die Hefte zu einem Nachschlagewerk. Delibes erinnerte sich daran, die Enzyklopädie noch Jahre später unter den Fachbüchern in den meisten europäischen naturwissenschaftlichen Museen gesehen zu haben. Félix veröffentlichte auch die von Joaquín Araújo zusammengestellte Enzyklopädie Salvat der iberischen und europäischen Fauna, die Bücher mit dem Titel El hombre y la Tierra (etwa: Der Mensch und die Erde), Los cuadernos de campo (etwa: Notizen zum Landleben) und die Enzyklopädie La aventura de la vida (etwa: Das Abenteuer des Lebens), die nach seinem Tod erschien.
Mit seinem Hochschulabschluss in Medizin an der Universität von Valladolid und als Autodidakt in Biologie war er eine vielseitige Persönlichkeit von großer Ausstrahlung, deren Einfluss über die Jahre hinweg anhielt.
Seine Kenntnisse umfassten Gebiete wie Falknerei und Ethologie, insbesondere die Verhaltensforschung beim Zusammenleben mit Wölfen. Er war verheiratet mit Marcelle Geneviève Parmentier Lepied.
Er nahm außerdem an Expeditionen teil, arbeitete als Führer von Fotosafaris in Afrika, hielt Vorträge und betätigte sich als Schriftsteller. In großem Maße trug er zum Umweltbewusstsein in Spanien bei, zu einer Zeit, als das Land noch keine Bewegung zum Schutz der Natur kannte.
Die Resonanz auf seine Arbeit erfolgte nicht nur auf nationaler Ebene, sondern war auch international, und man schätzt, dass seine in zahlreichen Ländern übertragenen Fernsehserien von Hunderten Millionen Menschen gesehen worden sind. 

### Tod
Am 4. März 1980 stellte Félix vor dem spanischen Königspaar im „Centro Cultural de la Villa“ (etwa: „Kulturzentrum Madrids“) ein Dokument vor mit dem Titel Estrategia mundial para la conservación de los recursos vivos y el logro de un desarrollo sostenido (etwa: Globale Strategie für die Erhaltung von lebenden Ressourcen zur Verwirklichung einer nachhaltigen Entwicklung). Das Thema basierte auf einem Vorschlag der „Unión Internacional para la Conservación de la Naturaleza y de los Recursos Naturales“ (etwa: „Internationale Union zum Schutz der Natur und der natürlichen Ressourcen“). Am 10ten desselben Monats reiste Félix mit seinem Team von „El hombre y la Tierra“ (etwa: „Der Mensch und die Erde“) nach Alaska, zum nördlichen Polarkreis, um das „Iditarod Trail Sled Dog Race“,  das wichtigste Hundeschlittenrennen der Welt, zu filmen. Zu diesem Zweck buchten sie die Dienste des  Piloten Tony Oney und (die) seines Partners Warren Dobson. Der größte Teil des Teams reiste gewöhnlich in Oneys Flugzeug, einer kleinen Cessna, aber die hatte ein Ölleck und Félix, der Flugangst hatte, entschied sich, die Maschine zu wechseln. Noch kurz vor dem Einsteigen in das kleine Flugzeug sagte er: „Was für ein wunderschöner Ort zum Sterben.“ Nach dem Start in Unalakleet flogen die beiden kleinen Flugzeuge fast nebeneinander, und wenig später zerschellte die von Dobson gesteuerte Maschine unter ungeklärten Umständen. Mit ihm starben außer Félix und Dobson der Kameramann des spanischen Fernsehteams, Teodoro Roa, und der Assistent Alberto Mariano Huéscar. Oney landete und war der Erste, der das verunglückte Flugzeug erreichte. Der genaue Katastrophenort ist Shaktoolik, ein Inuit-Dorf, etwa 25 km von der Küste der Beringsee entfernt, nicht weit weg von Klondike, einem Ort, den Félix verehrte, seitdem er in seiner Jugend die Bücher von Jack London gelesen hatte.

## Vermächtnis

### Resonanz
In einer Zeit, in der es noch kein deutliches Umweltbewusstsein gab, insbesondere in Spanien, war sein Einfluss von entscheidender Bedeutung für die Schaffung / Entwicklung jenes Umwelt- und Naturschutzbewusstseins, das in seinen Radio- und Fernsehsendungen immer deutlicher und dringlicher wurde. Durch seine künstlerische und begeisternde/leidenschaftliche Art und Weise, die Natur vorzustellen, entstand allmählich das sogenannte „Félix-Phänomen“, eine Bewegung der Liebe zur Natur und deren Schutz. Damit schaffte er es zum Beispiel, die viel kritisierte Politik des ICONA (ICONA: ein dem Landwirtschaftsministerium angeschlossenes Institut für Naturschutz) zu ändern oder den Gremien/Verbänden für die Ausrottung schädlicher Tiere und den Jagdschutz ein Ende zu setzen. Außerdem half er bei der Gründung der spanischen Delegation des World Wild Fund for Nature (WWF), wobei er Vizepräsident von Adena (ADENA: Verband für den Naturschutz) und dessen größter Förderer war. Er sponserte darüber hinaus die Verbreitung/die Einrichtung von Natur- und Nationalparks und bewirkte ebenfalls den gesetzlichen Schutz des Wanderfalken und des Wolfes. 1975 schaffte Félix es auch, eine Pflegestation für Greifvögel in Montejo de la Vega einzurichten mit der größten Gänsegeierpopulation Europas, wo er Kindercamps für Hunderte von Kindern organisierte.

### Stiftung Rodriguez de la Fuente
2004 wurde eine nach ihm benannte Stiftung gegründet, um sein Vermächtnis zu verbreiten. Die Stiftung förderte eine Vielzahl von Initiativen im Interesse des Naturschutzes. Ihre Gründungsziele: „1. Das dokumentarische Vermächtnis, das er nach Jahren intensiver und anerkannter Arbeit zur Erhaltung, Erforschung und Verbreitung des Menschen und seiner natürlichen Umwelt hinterlassen hat, zu verbreiten und ihm durch Projekte, die seiner Philosophie entsprechen, Kontinuität zu verleihen. 2. Identifizierung und Vernetzung von Akteuren im Bereich der Wissenschaft und der natürlichen Umwelt in Spanien, um Allianzen zu schmieden und Räume für Reflexion und Konsens zu schaffen, die zu multidisziplinären und sektorübergreifenden Initiativen führen. 3. Entwicklung von Kommunikationsmaßnahmen zur Sensibilisierung der Öffentlichkeit für die Bedeutung der Wiederherstellung einer konstruktiven und nachhaltigen Beziehung zur natürlichen Umwelt. 4. Die Gesellschaft aktiv in die Lösungsfindung einbeziehen und eine Zukunft der Koexistenz und des Gleichgewichts mit der natürlichen Umwelt aufbauen.“ Finanzielle Schwierigkeiten führten zur Schließung der Stiftung im Jahr 2016.

## Filmografie
Dokumentarfilme
- Weltraum-Lords (1966) (Originaltitel: “Señores del espacio”)
- Flügel und Krallen (1966) (Originaltitel: “Alas y garras”)

Dokumentarserie
- Félix, der Freund der Tiere (Originaltitel: “Félix, el amigo de los animales”) 1966
- Fauna Iberica (1968 – 1970)
- Blauer Planet (1970 – 1974)
- Das Abenteuer des Lebens (Originaltitel: “La aventura de la vida”) 1973 – 1980
- Planet Wasser (Originaltitel: “Planeta agua”)
- Zielsetzung: Rettung der Natur (Originaltitel: “Objetivo: salvar la naturaleza”)
- Mensch und Erde (Originaltitel: „El hombre y la Tierra“) 1974 – 1980

Einige seiner Filme wurden in den 1970er und 1980er Jahren in Deutschland unter dem Serientitel Fauna Iberica in verschiedenen Dritten Fernsehprogrammen ausgestrahlt.